# Stanislav Zimakijevič
Stanislav Zimakijevič est un joueur croate de volley-ball né le 26 mars 1976. Il mesure 1,95 m et joue libero. Il a été membre de équipe nationale de Croatie.

## Clubs
| Club                     | Pays    | De        | À         |
| ------------------------ | ------- | --------- | --------- |
| Mladost Zagreb           | Croatie | 1999-2000 | 2000-2001 |
| Telephonica Volley Gioia | Italie  | 2001-2002 | 2001-2002 |
| Avignon Volley-Ball      | France  | 2005-2006 | 2007-2008 |
| Nice Volley-Ball         | France  | 2008-2009 | 2010-2011 |
| Cambrai Volley-Ball      | France  | 2011-2012 | 2011-2012 |

## Palmarès
Néant